# Eucampima griseisigna
Eucampima griseisigna är en fjärilsart som beskrevs av Alfred Ernest Wileman och South 1921. Eucampima griseisigna ingår i släktet Eucampima och familjen nattflyn. Inga underarter finns listade i Catalogue of Life.